# Juan Antonio Menéndez Fernández

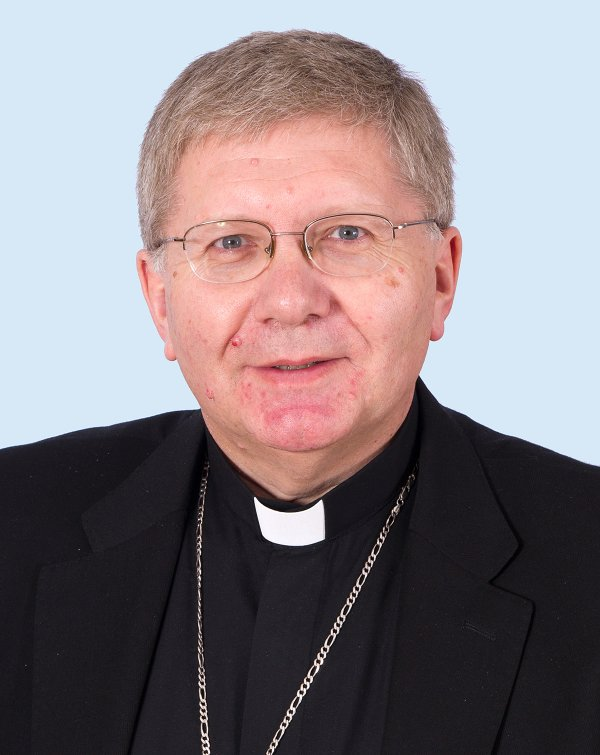
Menéndez Fernández em 2016

Juan Antonio Menéndez Fernández (6 de janeiro de 1957 – 15 de maio de 2019) foi um bispo católico romano espanhol.
Menéndez Fernández nasceu em Villamarín de Salcedo e foi ordenado ao sacerdócio em 1981. Ele serviu como bispo auxiliar da Arquidiocese Católica Romana de Oviedo e bispo titular de Nasai de 2013 a 2015. Ele então serviu como bispo da Diocese Católica Romana de Astorga, de 2015 até à sua morte em maio de 2019, devido a um ataque cardíaco .